# おながわさいがいエフエム
おながわさいがいエフエム（女川さいがいFM、女川災害FM）は、宮城県牡鹿郡女川町を放送対象地域として、2011年4月21日から2016年3月29日まで運営された臨時災害放送局である。
本項では、閉局後に発足しラジオ番組を制作している一般社団法人オナガワエフエムについても記述する。

## 概説
2011年（平成23年）3月11日、東日本大震災による大津波にて流出した町の防災無線にかわる情報伝達手段として開局。設立にあたっては同町出身の松木達徳と、FM世田谷やFMたちかわなど多くのコミュニティFM立ちあげ経験を持つ放送作家トトロ大嶋。が中心となった。
当初は2か月程度、東京からのボランティアスタッフ中心で活動する予定であったが、被災の状況の深刻さから長期化を予想して方針変更し、避難所で呼びかけて集めた地元出身・在住者に即席で番組作りや取材の仕方をレクチャーし、その地元スタッフによって放送を行い、東京からのボランティアはそれを支援するという形で運営されることになった。
(呼びかけによって集まった地元スタッフは、高校生から30代までの若者たちが中心となり、中には被災により、学校が休校となったり、通学が不可能となったことから高校生なども参加していた。)
結果、幾度かの延長を重ねて、臨時災害放送局としては異例の丸5年に及ぶ長期の活動となった。
放送は当初より24時間体制で行われ、初期は一日三回、2012年7月以降は一日一回、生放送のワイド番組「おながわ☆なう。」を制作・放送し、それ以外の時間はその再放送や、録音向けに制作した番組、民放局や全国のコミュニティFMから供給を受けた番組などを編成・放送していた。「おながわ☆なう。」の主な番組内容は当初は町からのお知らせや避難生活向けのライフライン情報(支援物資の配給、炊き出し、自衛隊による風呂支援など)が中心であったが、時間の経過とともに多様化していった。またそれら情報の合間に町民からのリクエストを流したり、町民をゲストに迎えてのインタビューコーナー「この人さ聞いてみっちゃ」なども放送された。また、東京など県外にも支援スタッフがいる利点を活かし、2012年10月20日に開催された「おながわ秋刀魚収獲祭in日比谷公園」や女川町の小学生バスケットボールチームが全国大会に出場した際は静岡県浜松市から生中継を行うなど、遠隔地で開催される女川町関連イベントの取材や生中継なども積極的に行なわれていた。
放送自動運行システムには、伊藤正史開発のMaitouAPCを使用。これはフジテレビの技術社員として勤務する伊藤が個人で開発したものを厚意で提供しており、この取り組みは同局の『新・週刊フジテレビ批評』でも取り上げられた。
開局から2012年4月20日までは同町女川浜字大原の女川町立女川第二小学校敷地内にスタジオを設置。その後用地の使用期限満了にともない、2012年7月10日から2015年4月30日にかけては同町鷲神浜字堀切山の女川町地域医療センター敷地内にスタジオを設置し、2015年5月1日からは、ふたたび同町女川浜字大原の女川町役場敷地内に再移転した。
新聞、雑誌、テレビ、ラジオなどでもその活動が多数取り上げられており、NHKの『クローズアップ現代』で「女川災害FMの3か月」、その後、「がんばっぺラジオ」と題した密着ドキュメントが、また日本テレビの『真相報道 バンキシャ!』でも当時高校生であったアナウンサー・阿部真奈への密着ドキュメントがそれぞれ放送された。

## 臨時災害放送局としての放送の終了
2016年（平成28年）3月29日をもって臨時災害放送局としての放送を終了、正午に停波した。女川町の復興がある程度の段階に達したこと、そして運営スタッフが不足してきたことが理由とされている。最後の放送には女川町長の須田善明が生出演し、閉局を迎えるにあたっての思いを語り、最後の1曲として、「震災後、自粛を余儀なくされてきたが、待ち望んだ1曲。女川さいがいFM閉局のタイミングだからこそかけられる1曲」「名曲がある。その曲に罪があるわけじゃない。歌い継がれ、語り継ぐことに意味があり、人々の心に届く」と前置きし、震災以降メディアで流すことやアーティスト自身が演奏することを自粛していたサザンオールスターズの「TSUNAMI」がOAされた。なお、それに対する抗議や非難の手紙・メールは一切なく、むしろ歓迎する内容のものが多かったという。
なお、この前段として、同局の存在や放送終了を知ったサザンオールスターズの桑田佳祐、原由子夫妻が終了を労いたいとして、2016年3月26日に女川町と同局を訪れている。もともとは桑田がお忍びで訪問するという話だったが、どうせならライブを見せたいという話になり、TOKYOFMで毎週生放送している自身のレギュラー番組『やさしい夜遊び』との相乗り企画として、シークレットライブの生放送を行った。女川さいがいFMで「閉局記念の公開イベントを行う」という呼びかけに応じて集まった女川町民50名を招待し、女川駅2Fの温泉施設「ゆぽっぽ」宴会場スペースに特設ステージを設置し、サザンやソロのヒット曲を中心としたスペシャルライブを開催した。このライブの模様は後に桑田のソロシングル「ヨシ子さん」にもボーナストラックとして収録されている。

## 変遷
- 2011年（平成23年）　開局（女川町立女川第二小学校敷地内にスタジオを設置）
- 2012年（平成24年）　高台にある女川町地域医療センター敷地内にプレハブを設置し移転
- 2015年（平成27年）　仮設の女川町役場敷地内にトレーラーハウスで再移転
- 2017年（平成29年）　JR女川駅駐車場内に四度目の移転(建物はトレーラーハウスのまま)

## オナガワエフエム
一般社団法人オナガワエフエムは、前身の女川さいがいFMの運営メンバー有志により設立され、ラジオ番組を制作している。
女川さいがいFMの終了後もラジオの形式で番組を継続してほしいという声が町内外から寄せられたことを受けて、2016年4月より、女川さいがいFMの2番組「佐藤敏郎の大人のたまり場」と「おながわ☆なう。」を統合した新番組「佐藤敏郎のonagawa now！～大人のたまり場～」をTBCラジオにて開始。また、全国各地のコミュニティFMなどでも放送している。2018年には、被災地の現状を全国に発信し続けていることが評価され、制作スタッフが第44回放送文化基金賞 個人・グループ部門を受賞した。2021年4月3日からは番組がリニューアルされ「おながわ☆なう。復幸RADIO」となった。
一時期、東京のコミュニティFM局「渋谷のラジオ」にて、「onagawanow」を内包するかたちで東北各地の臨時災害放送局・コミュニティFM放送局の番組を紹介するオムニバス形式の番組「渋谷東北部」、女川さいがいFMアナウンサー・阿部真奈（当時大学生、現・テレビユー福島報道記者）が単独ナビゲートする姉妹番組「渋谷なう。」を放送しており、この制作も行っていた。
2020年からは公式YouTubeチャンネルもスタートさせ、女川町初の公式オンラインイベント「女川つながる感謝祭」や「女川小学校・中学校新校舎落成式」など町の公式動画生放送やオンラインイベントの企画・制作も手がけている。
2022年3月5日、公式Twitterにて、女川さいがいFM時代より続けてきた「おながわ☆なう。」を3月末で終了することを発表した。当初は震災から10年となる2021年に終了予定だったが、コロナ禍で中途半端に終わって欲しくないという女川町側からの要請を受け1年ほど延長されていた。町内では、復興が進んだことから町の明るい部分を全面に出してPRしてほしいという意見が大きくなっており、一方で、近年は全国で毎年のように発災しているため参考になるような話をしてほしいとの意見もリスナーから届いていたため、制作側はその両立を模索していた。しかし、臨時災害放送局として開始し災害で困っている町民に情報を伝えてきたという経緯を考えた時に、それらはもはや自分たちでなくてもできると感じるようになり、番組終了に至った。

## ドラマ化
2013年3月26日には、女川さいがいFMとその女子高生アナウンサーをモデルとし、刈谷友衣子や吉田栄作らがFMのメンバーを演じたテレビドラマ『ラジオ』がNHKで放送された。このドラマは第50回ギャラクシー賞の年間優秀賞を受賞したほか、2014年度国際エミー賞にノミネートされている。
2021年にはNHKで放送された朝の連続テレビ小説『おかえりモネ』の劇中に登場する架空のコミュニティ放送局「はまらいん気仙沼」のモデルの一つともなった。気仙沼には同じく臨時災害放送局であったラジオ気仙沼が存在するが、劇中で登場するエピソードなどは女川のものがモチーフとなっており、ドラマでのラジオ部分の監修を女川さいがいFMのプロデューサーが務めている。そのため、ドラマの撮影に使われたスタジオのセットには、実際に女川さいがいFMで当時使用した機材などが用いられた。現在それらの機材や小道具は実在のラジオ気仙沼などで展示されている。

## 著名人とのかかわり
メディアを通じて存在が全国に知れ渡ったことで、町外リスナーやファンが増えたり、放送局自体を応援しようという有名人やタレントも現れた。
地元・女川町出身の中村雅俊は開局時からたびたび出演し、中村の出演による時報が毎日放送された他、歌手の倉木麻衣、ガールズユニットの「ももいろクローバーZ」、コーラスグループの「ゴスペラーズ」、漫画「ケロロ軍曹」作者の吉崎観音、アニメ「クレヨンしんちゃん」声優の矢島晶子、ジャーナリストの津田大介、モーリー・ロバートソンなどは何度も同局を訪れ、「おながわ☆なう。」に出演したり、放送局運営費の寄付を呼びかけるなどした。特に「ももいろクローバーZ」は、同番組の中で、女川町と「友達になる」ことを公言し、定期的に町を訪れている。

## 他地域での災害FM運営の支援活動
東北での5年間に渡る臨時災害放送局運営で得た経験やノウハウを、その後も全国各地で多発する災害発生時に生かしたいと支援活動を行っている。2016年の熊本地震発生時に被害が大きく、災害FM局が設置された益城町、御船町に赴き、機材や音源の提供を行ったほか、2018年の北海道胆振東部地震においては全道規模の停電という状況もあり、北海道総合通信局からの支援要請を受けた道内のコミュニティ放送を補助し、同じく被害の大きかったむかわ町、厚真町に赴いて、放送局そのものの立ち上げ、運営まで参画した。さらに2024年の令和6年能登半島地震及び能登半島豪雨で二重の被害を受けた輪島市の町野町の住民グループからの要請を受け、2025年夏から再び、災害FM局「まちのラジオ」を立ち上げ、運営にも参画することを表明した。
- 自主制作番組
  - 女川地域情報ラジオ「おながわ☆なう。」
  - 須田善明町長THE VOICE（須田善明・女川町長による広報番組）
  - インタビュー番組「この人さ聞いでみっちゃ」(女川町長・女川町民・また女川を訪れた芸能人など)
  - MUSIC STREAM
  - 産地直送女川かこうけんラジオ
  - 牡鹿半島フォークジャンボリー　佐藤敏郎の大人のたまり場
  - ほか

## パーソナリティ・スタッフ
- 佐藤敏郎（元・女川中学校教諭）
- 阿部真知子（>あがいんステーション）
- 宮里彩佳（さいじゅ（元チーフ、現・一児の母））
- 木村太悦（>コバルトーレ女川スタジアムDJ）
- 阿部こころ（高校生）
- 石森未夢（高校生）
- 鈴木政弘（ブティックさん）

## 過去に在籍していたパーソナリティ
- 黒井真三
- 山本真吾
- 石森充（>2016年6月、病気のため逝去）
- 高橋正樹(株式会社「高政」代表取締役)
- 青木久幸
- 阿部真奈（大学卒業後、現・テレビユー福島・報道記者）
- 青木絵美（現・ラジオ石巻アナウンサー）
- 阿部レイナ
- 木村峻
- 木村晴香
- 某ちゃん（元高校生アナ、現・写真家）
- 大平直人（元高校生アナ）
- 阿部紗季（元高校生アナ）
- 中村葵（元高校生アナ）
- 住吉なつみ（元高校生アナ）
- 後藤えり（元高校生アナ）
- 丹野亮（元高校生アナ）
- 阿部廉（元高校生アナ）
- 島貫美樹
- 尾形仁望